# Транспортный переулок (Владикавказ)
Транспортный переулок — переулок во Владикавказе, Северная Осетия, Россия. Переулок располагается в Промышленном муниципальном округе Владикавказа между улицами Чапаева и Иристонской. Начинается от улицы Чапаева.
Переулок сформировался в первой половине XX века. Назван от автомобильных мастерских, которые располагались на переулке в начале 50-х годов XX столетия. 
25 мая 1957 года Орджоникидзевский горсовет присвоил переулку, проходящему около автомобильный мастерских и выходящему на улицу Иристонскую, наименование «Транспортный переулок».